# Xã Green, Quận Grant, Indiana
Xã Green (tiếng Anh: Green Township) là một xã thuộc quận Grant, tiểu bang Indiana, Hoa Kỳ. Năm 2010, dân số của xã này là 500 người.